# Bank of America Tower
Bank of America Tower er en skyskraber i New York. Med en højde på 366 meter, er Bank of America Tower New Yorks fjerde højeste bygning, efter One World Trade Center, 432 Park Avenue og Empire State Building. Skyskraberen ligger langs 6th Avenue, på 42nd Street – tværs overfor Bryant Park i Manhattans Midtown District.
Bank of America Tower stod færdig i 2009, og er ifølge udviklerne en af verdens mest effektive og økologivenlige bygninger.